# Ripost
A Ripost egy magyarországi, Fidesz-hátterű  internetes hírportál. Korábban, 2016 és 2021 között napilapként, majd 2022-ig Ripost7 néven hetente megjelenő bulvárlapként is működött. A kormánypárt álhírterjesztő és propagandalapjaként működik.

## Története
A nyomtatott Ripostot 2016. december 1-én indította el a Habony Árpádhoz közel álló cég, a Ripost Media Kft. a másik két nagy bulvárlap, a Blikk és a Bors konkurenseként, korábban csak hírportálként működött. A főszerkesztő, Ómolnár Miklós szerint a Ripost "nagyon más akar lenni, mondhatni berúgja a bulvárkocsma ajtaját." Az újság magát tömegmédiának nevezi, vizuális információkat tár olvasói elé, a hagyományos tabloid mérettől eltérően 16 oldallal, XXL-es méretben jelenik meg. A napilap nagyrészt állami hirdetésekből tartja fenn magát. A főszerkesztő Ómolnár Miklós.
2018-ban a lap a KESMA többségi tulajdonába került. A Blikk-kel ellentétben a Ripost nyíltan kormánypárti újság, emiatt számos kritikát kapott már, illetve több alkalommal közölt álhíreket, 2018-ban 22, 2019-ben 7 helyreigazítási pert veszített el.
2020-ban a Ripost kisebb formátumra váltott, a korábbi jelmondatát "A nagy újság"-ról "Hajrá, magyarok!"-ra cserélték. A lap önmagát "patrióta bulvárlapként" határozza meg.
2021. február 2-től hetilapként jelent meg, a neve Ripost7-re változott.
A lap Facebook oldala alapján 2022. június 28. óta nem jelent meg nyomtatott formában, ekkor az utolsó címlapot hirdették meg a bejegyzésben.

## Rovatok
- Top
- Sztár
- Politika
- Életmód
- Sport
- Money (pénzügy)
- Yes
- Riposter[18]